# Na-ui sarang, na-ui sinbu (film 2014)
Na-ui sarang, na-ui sinbu (나의 사랑 나의 신부?), noto anche con il titolo internazionale My Love, My Bride, è un film del 2014 diretto da Im Chan-sang, rifacimento del film omonimo del 1990.

## Trama
Dopo una luna di nozze idilliaca, Young-min e Mi-young iniziano a pensare che essersi sposati sia stato il più grande errore della loro vita, e si ritrovano così a una scelta fondamentale: accettare le loro differenze e provare a mettersi sinceramente l'uno nei panni dell'altro, oppure constatare che la loro unione non potrà mai avere un futuro e lasciarsi in maniera definitiva.

## Distribuzione
In Corea del Sud la pellicola è stata distribuita dalla CineGuru, a partire dall'8 ottobre 2014.